# Society for Imaging Science and Technology
La Society for Imaging Science and Technology (IS&T) è un'organizzazione dedita alla ricerca e alla didattica nel campo dell'elaborazione delle immagini.

## Storia e attività
Fondata nel 1947, come Society of Photographic Science and Engineering (SPSE), la sua sede principale è a  Washington. Nel 2006 ha circa 1.500 membri sparsi per il mondo e 5.000 collaboratori impiegati nei suoi programmi.
IS&T è conosciuta soprattutto per le conferenze e i corsi che organizza sulle tematiche relative alle immagini e al loro studio: immagini digitali, stampa digitale, colorazione, archiviazione, ecc..
La IS&T pubblica The Journal of Imaging Science and Technology e The Journal of Electronic Imaging  (in collaborazione con la The International Society for Optical Engineering).

## Curiosità
Lena Sjööblom, la modella raffigurata nella famosa immagine omonima, nel 1997 è stata la madrina della conferenza indetta per i 50 anni di attività della SPSE/IS&T.